# Lasse Mårtenson

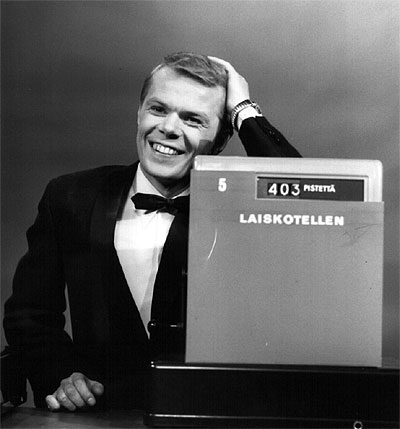
Lasse Mårtenson (1964)

Lars Anders Fredrik „Lasse“ Mårtenson (* 24. September 1934 in Helsinki; † 14. Mai 2016 in Espoo) war ein finnischer Jazzsänger und Pianist.

## Leben und Wirken
In den 1950er Jahren war er in Finnland mit seinem Lasse Mårtenson Trio als Sänger und Pianist populär. In den 1960er Jahren erschienen zahlreiche Singles von ihm.
Er gewann die finnische Vorauswahl zum Grand Prix Eurovision 1964 in Kopenhagen und erreichte dort mit dem Jazzsong Laiskotellen (deutsch Faulenzer) den siebten Platz.
Ab den 1970er Jahren war er überwiegend als Komponist fürs Fernsehen aktiv und schrieb so manche Titelmelodie finnischer Serien. Er trat gelegentlich mit kleinen Nebenrollen auch selbst darin auf. Sein Album Skärgård – saaristo wurde im Jahr 1978 in Finnland mit einer Goldenen Schallplatte geehrt.